# Disco house
Genres dérivés
French house
La disco house, est un sous-genre de la musique house ayant émergé au milieu des années 1990, représenté par des disc jockeys comme Terrence Parker ou Joey Negro. Le style se caractérise par une base disco très prononcée et l'utilisation d'échantillons sonores issus du disco des années 1970 et 1980.

## Artistes représentatifs
Les artistes représentatifs et groupes du genre incluent : Playfair, Aldo & Felipe, Conga Squad, Disco Boys, Junior Jack, Eric Prydz, Alan Braxe, Thomas Bangalter, Daddy's Favourite, Studio 45, The Ones, Armand Van Helden, Hed Kandi, Eddie Thoneick, Moulinex, Xinobi, Discorocket, Minuit10, Galactik Knights 90's, Modjo, Miami Horror, DeusExMaschine et Todd Terje.